# Roland Marchesin
Roland Marchesin (ur. 12 lipca 1939 w Audun-le-Tiche, zm. 10 października 2002 w Hayange) – francuski polityk i działacz związkowy, w 1984 poseł do Parlamentu Europejskiego I kadencji.

## Życiorys
Pracował jako górnik w kopalni węgla. Zajmował stanowisko wiceprzewodniczącego jednego ze związków zawodowych. Zaangażował się w działalność Partii Socjalistycznej. 1 stycznia 1984 został posłem do Parlamentu Europejskiego w miejsce Daniela Percherona. Przystąpił do frakcji socjalistycznej, należał do Komisji ds. Energii i Badań Naukowych.
W 1999 odznaczony Legią Honorową.